# Geocentrophora sphyrocephala
Geocentrophora sphyrocephala är en plattmaskart som beskrevs av de Man 1876. Geocentrophora sphyrocephala ingår i släktet Geocentrophora och familjen Prorhynchidae. Arten är reproducerande i Sverige. Inga underarter finns listade i Catalogue of Life.